# 3623 Chaplin
3623 Chaplin eller 1981 TG2 är en asteroid i huvudbältet som upptäcktes den 4 oktober 1981 av den rysk-sovjetiska astronomen Ljudmila Karatjkina vid Krims astrofysiska observatorium på Krim. Den har fått sitt namn efter Charlie Chaplin.
Asteroiden har en diameter på ungefär nio kilometer och den tillhör asteroidgruppen Koronis.